# 3,4-metilendioxianfetamina
No confundir esta sustancia con el MDMA (3,4-metilendioximetanfetamina).
No confundir esta sustancia con el MDEA (3,4-metilendioxietilamfetamina).
La 3,4-metilendioxianfetamina (MDA) es una sustancia psicoactiva de la familia de las feniletilaminas, derivado de la anfetamina y es un análogo sintético de la 3,4-metilendioximetanfetamina (MDMA), con efectos similares a esta última y a la metilendioxietilamfetamina (MDEA). El nombre formal debe ser tenamfetamina según la ONU.

## Historia
La 3,4-metilendioxianfetamina fue producida por primera vez en un laboratorio en 1910 por G. Mannish y W. Jacobson pensando en lanzarla al mercado como anorexígeno. Incluso se llegó a considerar que el fármaco tenía potencial para detener las reacciones alérgicas de una variedad de alérgenos. En la década de 1960 la droga había sido patentada como medicamento supresor de la tos y como un tranquilizante, sin embargo nunca entró en producción comercial legal. Existen alrededor de 20 rutas diferentes descritas en la literatura para su síntesis.

## Nombres vulgares
La 3,4-metilendioxianfetamina es conocida vulgarmente en inglés como assafra, sass, mandy, Mellow Drug of America ("Dulce Droga de América"), Love pill ("píldora de amor"), Hug-drug ("droga del abrazo") o Amphetamine for lovers ("anfetamina para amantes"). En España es conocida como dinosaurio, trébol, píldora del amor.

## Farmacología
La 3,4-metilendioxianfetamina es más potente que los dos alucinógenos MDMA y MDEA. Los investigadores también informan que es tres a cinco veces más fuerte que la mescalina, sustancia con la que está químicamente relacionada. La tenamfetamina se define legalmente como un alucinógeno, pero sus cualidades estimulantes la hacen tipificarla en la clase farmacológica de entactógeno, un tipo de droga con cualidades estimulantes y alucinógenas.

## Modo de acción
La 3,4-metilendioxianfetamina inhibe la captación de neurotransmisores de catecolaminas. Es menos tóxico que su derivado metilado pero en dosis suficientes todavía puede destruir neuronas serotoninérgicas y se ha utilizado a tal fin de forma experimental.

## Efectos farmacológicos
En un estudio se determinó que la 3,4-metilendioxianfetamina posee potentes efectos estimulantes sobre la presión arterial media y la frecuencia cardíaca. Estos efectos se antagoniza con bretilio, un compuesto que bloquea la liberación de norepinefrina. Los aumentos de la frecuencia cardíaca se antagonizan también con propranolol.

## Usos no canónicos
Se utiliza principalmente como droga recreativa, enteógena, y como herramienta para complementar distintos tipos de prácticas trascendentales, incluso en la meditación, psiconaútica, y como agente psicoterapeútico psicodélico.

## Efectos psicotrópicos en humanos
Los reportes de los efectos psicológicos de la 3,4-metilendioxianfetamina se remontan a la década de 1930, pero no fue hasta tres décadas más tarde que la sustancia se convirtió en una droga recreativa. Tiene la capacidad de cambiar la forma en que una persona percibe el tiempo y el espacio. Mientras se encuentra bajo la influencia de la droga, la audición y el sentido del tacto de un usuario puede volverse más sensible y el sentido de identidad de una persona puede alterarse. Las emociones y la preocupación por otras personas pueden intensificarse, al igual que la capacidad de comunicar sentimientos. Estos aspectos permiten a la 3,4-metilendioxianfetamina encontrar un nicho en la psicoterapia, así como en la calle. Las dosis grandes pueden provocar alucinaciones, con experiencias tan similares al LSD y a la mescalina que los usuarios no pueden decir si fueron dosificados con estas drogas con últimos fármacos o con 3,4-metilendioxianfetamina.

## Inconvenientes
La 3,4-metilendioxianfetamina incrementa la frecuencia cardíaca, la presión arterial, la temperatura corporal y la salivación. La sustancia puede causar náuseas, junto con altos niveles de acidez en la sangre. Aunque se ha observado que el fármaco puede relajar los músculos, no obstante, temblores y convulsiones también son posibles. Se conoce que la 3,4-metilendioxianfetamina empeora la enfermedad de Parkinson. Puede tensar los músculos mandibulares y causar bruxismo (rechinar de dientes). Mientras los efectos de la droga desaparecen, los usuarios pueden experimentar cansancio y dolores musculares acompañados de depresión. Los usuarios que van dejando el consumo de la droga también puede tener mal genio, desconfiar de los demás y sufren de nerviosismo.
Típicamente los efectos deseados por un usuario van declinando con el uso repetido de la droga, mientras que los efectos no deseados post intoxicación se ven incrementados. La 3,4-metilendioxianfetamina puede causar daño orgánico cerebral en ratas, en algunos aspectos de un modo peor que la MDMA.

## Sobredosis
Los síntomas de sobredosis se parecen a las de la anfetamina y a las de MDMA, incluyendo sudoración excesiva y una extraña conducta proclive a la combatividad. El porcentaje de muertes entre los abusadores de la sustancia es pequeño, pero la diferencia en cantidades entre una dosis recreativa y una sobredosis puede variar enormemente entre los individuos. Lo que una persona puede tolerar sin efecto perjudicial aparente puede enviar a otra persona a un hospital. Los análisis de sangre y de orina en un caso de sobredosis fatal mostró sólo 3,4-metilendioxianfetamina, lo que demuestra que esta droga puede ser letal incluso cuando no es parte de una mezcla de varias drogas. Los hombres pueden sufrir menos efectos nocivos por parte de la 3,4-metilendioxianfetamina que las mujeres. En un estudio animal se notó una diferencia de género en los efectos, las ratas macho mostraron un aumento de temperatura corporal más alta que en las ratas hembra, pero los niveles sanguíneos de 3,4-metilendioxianfetamina se mantuvieron elevados en la hembra.

## Nombres formales
- Amfedoxamina
- Anfedoxamina
- MDA
- Clorhidrato de tenanfetamina
- 3,4-metilendioxianfetamina